# Jesse Hartley
Pour les articles homonymes, voir Hartley.
Jesse Hartley (21 décembre 1780 - 24 août 1860), est un ingénieur en génie civil, concepteur notamment de plusieurs quais en Angleterre, surtout à Liverpool.

## La carrière de Hartley
Malgré le manque d'expérience dans la construction des quais (il travaillait avec son père dans la maçonnerie), Jesse Hartley fut l'un des plus grands ingénieurs au monde dans leurs œuvres.
Il a été initialement nommé sous-surveillant de quais, mais le surveillant général démissionne trois jours plus tard. Alors Hartley en profite et prend les commandes du navire. Il rénovera tous les quais de l'Angleterre tout au long de sa carrière à l'exception du quai du grand port construit en 1710 et qui est devenu hors d'usage.
En 1831, il a été nommé pour convertir le Manchester Bolton & Bury Canal par une ligne de chemins de fer. Il a convaincu l'entreprise de garder le canal ouvert et de construire le chemin de fer un peu plus loin de l'itinéraire du canal.
Entre 1841 et 1843, il a préparé un certain nombre de concepts différents pour la construction d'un quai à entrepôts résistants au feu. 
En 1843, il a fait des modèles d'entrepôts à l'Arsenal, rue Trentham, pour tester la tôle du fer bordé de bois parqueté de ce bâtiment en utilisant des matériaux de construction en briques et en fer. Grâce à des essais au feu sur ces modèles, il finit par convaincre le Conseil d'administration des quais des avantages de son fer encadrée par cette nouvelle méthode de construction. Ces expériences ont prouvé la solvabilité de sa conception anti-feu et il a conçu l'Albert Dock suivant cette méthode.
Hartley améliora aussi les entrepôts des quais en concevant des verrous qui empêchaient l'eau de monter à des niveaux très élevés, ce qui lui permit de ne pas faire non plus des murs de quais très hauts. Il a aussi adapté et amélioré la conception du St Katherine's Dock à Londres, en intégrant les voûtes hautes dans les bâtiments pour accueillir les grues.

## Entrepôts construits
- Clarence Dock – ouvert en 1830
- Brunswick Dock – ouvert en 1832
- Waterloo Dock – ouvert en 1834
- Victoria Dock – ouvert en 1836
- Trafalgar Dock – ouvert en 1836
- Canning Half-tide Dock - ouvert en 1837
- Albert Dock – ouvert 1845 (inauguration officielle en 1846 par le Prince Consort)
- Salisbury Dock – ouvert en 1848
- Collingwood Dock – ouvert en 1848
- Stanley Dock – ouvert en 1848
- Nelson Dock – ouvert en 1848
- Bramley-Moore Dock – ouvert en 1848
- Wellington Dock - ouvert en 1851
- Wellington Half-tide Dock
- Sandon Dock – ouvert en 1849
- Huskisson Dock – ouvert en 1852
- Canada Dock – ouvert en 1859

## Bâtiments notables
Hartley a utilisé un mélange éclectique de styles et de méthodes de construction dans les différents bâtiments associés à des quais. Elles vont de l' cyclopéen à la brique ordinaire construite par des méthodes et des styles aussi divers que la renaissance grecque gothique.
- Albert Dock (entrepôts)
- Wapping Dock (entrepôts)
- Stanley Dock (entrepôts)
- Stanley and Wapping Docks’ Tours accumulées
- Canada Dock Accumulator tower (démolis)
- Wapping Policeman’s Lodge
- Salthouse Dock Transit shed (reconstruit)
- Canning Half-tide Dock Watchmen’s Huts
- Victoria Tower